# 497593 Kejimkujik
497593 Kejimkujik è un asteroide della fascia principale. Scoperto nel 2006, presenta un'orbita caratterizzata da un semiasse maggiore pari a 2,8712379 au e da un'eccentricità di 0,0290704, inclinata di 4,91403° rispetto all'eclittica.